# Veselin Veselinov
Veselin Sergeev Veselinov (in bulgaro Веселин Веселинов?; Tărgovište, 16 febbraio 1983) è un cestista, allenatore di pallacanestro e dirigente sportivo bulgaro.

## Palmarès
- Campionato bulgaro: 6

Academic Sofia: 2009, 2010, 2011, 2012, 2013, 2015
- Coppa di Bulgaria: 3

Academic Sofia: 2011, 2012, 2013
- Lega Balcanica: 1

Levski Sofia: 2017-18